# Eclissi solare del 17 maggio 1882
L'Eclissi solare del 17 maggio 1882, di tipo totale, è un evento astronomico che ha avuto luogo il suddetto giorno attorno alle ore 04:39 UTC. La durata della fase massima dell'eclissi è stata di 1 minuto e 50 secondi e l'ombra lunare sulla superficie terrestre raggiunse una larghezza di 72 km. La totalità era visibile in Africa centrale, Medio Oriente e Asia sud-orientale. 
L'eclissi del 17 maggio 1882 divenne la prima eclissi solare nel 1882 e la 199ª nel XIX secolo. La precedente eclissi solare ebbe luogo il 21 novembre 1881, la seguente il 10 novembre 1882.

## Osservazioni a fini scientifici

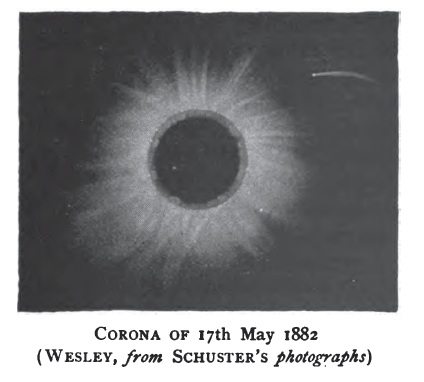
Ripresa della corona solare dell'eclissi del 17 maggio

Un gruppo di osservatori riuniti in Egitto per assistere all'eclissi rimase molto sorpreso quando notò una scia luminosa vicino al Sole una volta iniziata la totalità. Per una straordinaria coincidenza, l'eclissi aveva coinciso con il passaggio al perielio di una cometa di Kreutz. La cometa sarebbe altrimenti passata inosservata: il suo unico avvistamento fu proprio durante l'eclissi. Le fotografie dell'eclissi hanno rivelato che la cometa si era spostata notevolmente nei circa 110 secondi di durata della totalità, come ci si aspetterebbe da una cometa vada a quasi 500 km/s. La cometa è a volte indicata come cometa Tewfik, in quanto Tewfik Pasha era il Khedive (viceré) dell'Egitto al tempo degli eventi.

## Eclissi correlate

### Ciclo di Saros 126
L'evento fa parte del ciclo 126 di Saros, che si ripete ogni 18 anni, 11 giorni, contenente 72 eventi. La serie è iniziata con un'eclissi solare parziale il 10 marzo 1179. Comprende eclissi anulari dal 4 giugno 1323 al 4 aprile 1810, eclissi ibride dal 14 aprile 1828 al 6 maggio 1864 ed eclissi totali dal 17 maggio 1882 al 23 agosto 2044. La serie termina al membro 72 con un'eclissi parziale il 3 maggio 2459. La durata più lunga dell'eclissi centrale (anulare o totale) è stata di 6 minuti, con 30 secondi di anularità il 26 giugno 1359. La durata più lunga di una eclissi totale nella serie è stata di 2 minuti e 36 secondi il 10 luglio 1972. Tutte le eclissi di questa serie si verificano nel nodo discendente della Luna.